# 傑佛遜縣 (印第安納州)
傑弗遜縣（英語：Jefferson County）是位於美国印第安納州東南部的一個縣，南隔俄亥俄河與肯塔基州相望。面積940平方公里。根据美国人口调查局2000年统计，共有人口31,705人。县治麥迪遜。
成立於1819年。縣名是紀念第三任總統托马斯·杰斐逊。
Template:傑佛遜縣 (印第安納州)